# Жуковка (деревня, Москва)
Жуковка — деревня в Троицком административном округе Москвы (до 1 июля 2012 года была в составе Наро-Фоминского района Московской области). Входит в состав поселения Первомайское.

## Население
| 1859 | 1890 | 1899 | 1926 | 2002 | 2006 | 2010 |
| ---- | ---- | ---- | ---- | ---- | ---- | ---- |
| 52   | ↗66  | ↗75  | ↗118 | ↗318 | ↘30  | ↗204 |

Согласно Всероссийской переписи, в 2002 году в деревне проживало 318 человек (199 мужчин и 119 женщин); преобладающая национальность — русские (66 %). По данным на 2005 год, в деревне проживало 30 человек.

## География
Деревня Жуковка находится в северной части Троицкого административного округа, на левом берегу реки Десны примерно в 4 км к северу от центра города Троицка. В 8 км к северу проходит Киевское шоссе М3, в 3 км к востоку — Калужское шоссе А130, в 12 км к юго-западу — Московское малое кольцо А107.
В деревне 10 улиц, 5 аллей, приписано 2 садоводческих товарищества и 5 дачных кооперативов. Ближайший сельский населённый пункт — деревня Конюшково.

## История
В «Списке населённых мест» 1862 года — владельческая деревня 1-го стана Подольского уезда Московской губернии по правую сторону старокалужского тракта, в 16 верстах от уездного города и 23 верстах от становой квартиры, при реке Десне, с 9 дворами и 52 жителями (27 мужчин, 25 женщин).
По данным на 1899 год — деревня Красно-Пахорской волости Подольского уезда с 75 жителями.
В 1913 году — 14 дворов.
По материалам Всесоюзной переписи населения 1926 года — деревня Ватутинского сельсовета Красно-Пахорской волости Подольского уезда в 3,2 км от Калужского шоссе и 13,9 км от станции Апрелевка Киево-Воронежской железной дороги, проживало 118 жителей (56 мужчин, 62 женщины), насчитывалось 21 крестьянское хозяйство.
1929—1946 гг. — населённый пункт в составе Красно-Пахорского района Московской области.
1946—1957 гг. — в составе Калининского района Московской области.
1957—1960 гг. — в составе Ленинского района Московской области.
1960—1963, 1965—2012 гг. — в составе Наро-Фоминского района Московской области.
1963—1965 гг. — в составе Звенигородского укрупнённого сельского района Московской области.